# Lista de bispos e arcebispos de Braga
Esta é uma lista dos Bispos e Arcebispos de Braga. Os Arcebispos de Braga detêm o título de Primaz das Espanhas, sendo igualmente titulados como Arcebispos Primazes de Braga.

## Bispos de Braga
| Nº | Retrato | Prelado                | Vida  | Mandato   | EP      | Observações                                                               | Brasão |
| -- | ------- | ---------------------- | ----- | --------- | ------- | ------------------------------------------------------------------------- | ------ |
| 1  |         | São Pedro de Rates     | † 60  | 45 – 60   | 15 anos | 1º Bispo de Braga, elevado por Santiago Maior.                            |        |
| 2  |         | São Basílio de Braga   | † 95  | 60 – 95   | 35 anos | Bispo de Meinedo (Magnetis), antes de 60 d.C. Martirizado em 95 d.C.      |        |
| 3  |         | Santo Ovídio           | † 130 | 95 – 130  | 35 anos | Martirizado em 135 d.C.                                                   |        |
| 4  |         | São Policarpo de Braga | † 200 | 130 – 200 | 70 anos |                                                                           |        |
| 5  |         | Sereriano              | † 230 | 200 – 230 | 30 anos |                                                                           |        |
| 6  |         | Fabião                 | † 245 | 230 – 245 | 15 anos |                                                                           |        |
| 7  |         | Félix                  | † 263 | 245 – 263 | 18 anos |                                                                           |        |
| 8  |         | São Secundo            | † 268 | 263 – 268 | 5 anos  |                                                                           |        |
| 9  |         | Caledónio              | † 270 | 268 – 270 | 2 anos  |                                                                           |        |
| 10 |         | São Narciso            | † 275 | 270 – 275 | 5 anos  |                                                                           |        |
| 11 |         | Paterno I              | † 290 | 275 – 290 | 15 anos |                                                                           |        |
| 12 |         | Grato                  | † 299 | 290 – 299 | 9 anos  |                                                                           |        |
| 13 |         | São Salomão            | † 300 | 299 – 300 | 1 ano   |                                                                           |        |
| 14 |         | Sinágrio               | † 326 | 300 – 326 | 26 anos |                                                                           |        |
| 15 |         | São Leôncio            | † 328 | 326 – 328 | 2 anos  |                                                                           |        |
| 16 |         | Apolónio               | † 366 | 328 – 366 | 38 anos |                                                                           |        |
| 17 |         | Idácio I               | † 381 | 366 – 381 | 15 anos |                                                                           |        |
| 18 |         | Lampádio               | † 400 | 381 – 400 | 19 anos |                                                                           |        |
| 19 |         | São Paterno            | † 405 | 400 – 405 | 5 anos  | 1º Bispo de Braga confirmado. Presente no I Concílio de Toledo (405 d.C.) |        |
| 20 |         | São Profuturo I        | † 410 | 405 – 410 | 5 anos  |                                                                           |        |
| 21 |         | Pancraciano            | † 417 | 410 – 417 | 7 anos  |                                                                           |        |
| 22 |         | Balcónio               | † 456 | 417 – 440 | 23 anos | Converteu e batizou o rei suevo Requiário I. Elevado a Arcebispo de Braga |        |

## Arcebispos de Braga
| Nº  | Retrato | Prelado                                                                            | Vida              | Mandato                                       | EP      | Observações | Brasão |
| --- | ------- | ---------------------------------------------------------------------------------- | ----------------- | --------------------------------------------- | ------- | --- | ------ |
| 1   |         | Balcónio                                                                           | † 456             | 440 – 446                                     | 16 anos | Antes Bispo de Braga 1º Arcebispo intitulado Primaz das Hespanhas |        |
| 2   |         | Valério I                                                                          | † 494             | 456 – 494                                     | 38 anos | |        |
| 3   |         | Idácio II                                                                          | † 518             | 494 – 518                                     | 24 anos | |        |
| 4   |         | Apolinário                                                                         | † 524             | 518 – 524                                     | 6 anos  | |        |
| 5   |         | Castino                                                                            | † 525             | 524 – 525                                     | 1 ano   | |        |
| 6   |         | Valério II                                                                         | † 527             | 525 – 527                                     | 2 anos  | |        |
| 7   |         | Ausberto                                                                           | † 537             | 527 – 537                                     | 10 anos | |        |
| 8   |         | São Julião                                                                         | † 538             | 537 – 538                                     | 1 ano   | |        |
| 9   |         | Profuturo II                                                                       | † 550             | 538 – 550                                     | 12 anos | |        |
| 10  |         | Eleutério                                                                          | † 561             | 550 – 561                                     | 11 anos | |        |
| 11  |         | Lucrécio                                                                           | † 562             | 561 – 562                                     | 11 anos | Oficiou o Primeiro Concílio de Braga (561-563) |        |
| 12  |         | São Martinho de Dume, Apóstolo dos Suevos                                          | 518–579 († 61)    | 562 20 de Março de 579                        | 17 anos | Bispo de Dume (556-579) Oficiou o Segundo Concílio de Braga (572) |        |
| 13  |         | Pantardo                                                                           | † 589             | 580 – 589                                     | 9 anos  | |        |
| 14  |         | Benigno                                                                            | † 612             | 589 – 612                                     | 23 anos | |        |
| 15  |         | Tolobeu                                                                            | † 633             | 612 – 633                                     | 21 anos | |        |
| 16  |         | Julião II                                                                          | † 653             | 633 – 653                                     | 20 anos | |        |
| 17  |         | Potâmio                                                                            | † -               | 653 – 656                                     | 3 anos  | |        |
| 18  |         | São Frutuoso de Braga                                                              | † 660             | 656 – 660                                     | 4 anos  | Bispo de Dume até 656 |        |
| 19  |         | Manucino                                                                           | † 661             | 660 – 661                                     | 1 ano   | |        |
| 20  |         | Pancrácio                                                                          | † 675             | 661 – 675                                     | 14 anos | |        |
| 21  |         | Leodegísio Julião                                                                  | † 678             | 675 – 678                                     | 3 anos  | Oficiou o Terceiro Concílio de Braga (675) |        |
| 22  |         | Liúva                                                                              | † 681             | 678 – 681                                     | 3 anos  | |        |
| 23  |         | Quirico                                                                            | † 687             | 681 – 687                                     | 6 anos  | |        |
| 24  |         | Faustino                                                                           | † 693             | 688 – 693                                     | 5 anos  | |        |
| 25  |         | São Félix Torcato                                                                  | † 734             | 693 – 734                                     | 41 anos | Bispo do Porto até 693 |        |
| 26  |         | São Victor                                                                         | † 736             | 734 – 736                                     | 2 anos  | |        |
| 27  |         | Erónio                                                                             | † 737             | 736 – 737                                     | 1 ano   | |        |
| 28  |         | Hermenegildo                                                                       | † 738             | 737 – 738                                     | 1 ano   | |        |
| 29  |         | Tiago                                                                              | † 740             | 738 – 740                                     | 2 anos  | |        |
| 30  |         | Odoário                                                                            | † 780             | 740 – 780                                     | 40 anos | Também Arcebispo de Lugo desde 745 |        |
| 30  |         | Ascárico de Braga                                                                  | † 811             | 780 – 811                                     | 31 anos | Arcebispo de Braga e Lugo |        |
| 31  |         | Argimundo                                                                          | † 832             | 811 – 832                                     | 21 anos | Arcebispo de Braga e Lugo |        |
| 32  |         | Nostiano                                                                           | † 832             | 832 – 832                                     | meses   | Arcebispo de Braga e Lugo |        |
| 32  |         | Ataulfo                                                                            | † 840             | 832 – 840                                     | 8 anos  | Arcebispo de Braga e Lugo |        |
| 33  |         | Ferdizendo                                                                         | † 842             | 840 – 842                                     | 2 anos  | Arcebispo de Braga e Lugo |        |
| 34  |         | Dulcídio                                                                           | † 850             | 842 – 850                                     | 8 anos  | Arcebispo de Braga e Lugo |        |
| 35  |         | Gladila                                                                            | † 867             | 850 – 867                                     | 17 anos | Arcebispo de Braga e Lugo |        |
| 36  |         | Gomado                                                                             | † 875             | 867 – 875                                     | 8 anos  | Arcebispo de Braga e Lugo |        |
| 37  |         | Flaviano Recaredo                                                                  | † 881             | 875 – 881                                     | 6 anos  | Arcebispo de Braga e Lugo |        |
| 38  |         | Flaiano                                                                            | † 889             | 881 – 889                                     | 8 anos  | Arcebispo de Braga e Lugo |        |
| 39  |         | Argimiro                                                                           | † 910             | 889 – 910                                     | 21 anos | Arcebispo de Braga e Lugo |        |
| 40  |         | Teodomiro                                                                          | † 924             | 910 – 924                                     | 14 anos | Arcebispo de Braga e Lugo |        |
| 41  |         | Hero                                                                               | † 930             | 924 – 930                                     | 6 anos  | Arcebispo de Braga e Lugo |        |
| 42  |         | Silvatano                                                                          | † 942             | 930 – 942                                     | 12 anos | Arcebispo de Braga e Lugo |        |
| 43  |         | Gonçalo                                                                            | † 950             | 942 – 950                                     | 8 anos  | Arcebispo de Braga e Lugo |        |
| 44  |         | Hermenegildo                                                                       | † 950             | 951 – 985                                     | 34 anos | Arcebispo de Braga e Lugo |        |
| 45  |         | Paio                                                                               | † 1003            | 986 – 1003                                    | 34 anos | Arcebispo de Braga e Lugo |        |
| 46  |         | Diogo                                                                              | † 1004            | 1003 – 1004                                   | 1 ano   | Arcebispo de Braga e Lugo |        |
| 47  |         | Flaviano                                                                           | † 1017            | 1004 – 1017                                   | 13 anos | Arcebispo de Braga e Lugo |        |
| 48  |         | Pedro                                                                              | † 1058            | 1017 – 1058                                   | 41 anos | Arcebispo de Braga e Lugo |        |
| 49  |         | Maurelo                                                                            | † 1060            | 1058 – 1060                                   | 2 anos  | Arcebispo de Braga e Lugo |        |
| 50  |         | Sigefredo                                                                          | † 1060            | 1060 – 1060                                   | meses   | Arcebispo de Braga e Lugo |        |
| 51  |         | Vistrário                                                                          | † 1070            | 1060 – 1070                                   | 10 anos | Arcebispo de Braga e Lugo |        |
| 52  |         | D. Pedro de Braga                                                                  | † 1091            | 1070 – 1091                                   | 21 anos | Também Bispo do Porto desde 1075 |        |
| 53  |         | São Geraldo de Braga, O.S.B.                                                       | † 1108            | 3 de Março de 1095 5 de Dezembro de 1108      | 13 anos | Batizou D. Afonso Henriques |        |
| 54  |         | D. Maurício Burdino, Antipapa Gregório VIII                                        | † 1137            | 5 de Fevereiro de 1111 10 de Março de 1118    | 7 anos  | Bispo de Coimbra (1098), 1º a utilizar o título de Senhor de Braga, Elevado a Antipapa (1118-1121) em oposição a Gelásio II e Calisto II                                                                          |        |
| 55  |         | D. Paio Mendes                                                                     | † 1137            | 1118 – 1137                                   | 9 anos  | |        |
| 56  |         | D. João Peculiar                                                                   | † 1175            | 1138 3 de Dezembro de 1175                    | 37 anos | Bispo do Porto (1136) Oficia o Quinto Concílio de Braga (1148) Oficiou a aclamação de D. Afonso Henriques como Rei de Portugal                                                                                    |        |
| 57  |         | D. Godinho                                                                         | † 1188            | 1 de Dezembro de 1175 31 de Julho de 1188     | 12 anos | |        |
| 58  |         | D. Martinho Pires                                                                  | † 1209            | 1189 – 1209                                   | 20 anos | |        |
| -   |         | D. Pedro Mendes                                                                    | † 1212            | não empossado                                 | –       | Bispo de Lamego (1196-1209) Arcebispo Eleito (1209) Não confirmado pela Santa Sé |        |
| 59  |         | D. Estêvão Soares da Silva                                                         | † 1228            | 1112 – 27 de Agosto de 1228                   | 16 anos | Preside o Primeiro Sínodo de Braga |        |
| 60  |         | D. Sancho                                                                          | † 1228            | 1229 – 1229                                   | meses   | |        |
| 61  |         | D. Silvestre Godinho                                                               | † 1244            | 5 de Julho de 1229 8 de Julho de 1240         | 11 anos | |        |
| 62  |         | D. Gultério                                                                        | † 1245            | 1240 – 1245                                   | 5 anos  | |        |
| 63  |         | D. João Egas                                                                       | † 1251            | 20 de Janeiro de 1245 1251                    | 6 anos  | |        |
| 64  |         | D. Sancho                                                                          | † 1265            | 1251 – 1265                                   | 14 anos | |        |
| 65  |         | D. Martinho Geraldes                                                               | † 1271            | 11 de Abril de 1265 1 de Setembro de 1271     | 6 anos  | Oficia o Sexto Concílio de Braga (1262) |        |
| 66  |         | Cardeal D. Pedro Julião, Papa João XXI                                             | 1215–1277 († 62)  | 1273 23 de Março de 1275                      | 2 anos  | Elevado a 187° Sumo Pontífice da Igreja Católica Apostólica Romana (1276-1277) |        |
| 67  |         | D. Sancho                                                                          | † 1275            | 1275 – 1275                                   | 2 anos  | |        |
| 68  |         | Cardeal D. Ordonho Álvares                                                         | 1198–1285 († 87)  | 23 de Maio de 1275 12 de Março de 1278        | 2 anos  | Bispo de Salamanca (1272-1281), Elevado a Cardeal (1278) Decano do Colégio dos Cardeais (1278-1285) |        |
| 69  |         | D. Frei Telo, O.F.M.                                                               | † 1292            | 6 de Abril de 1278 23 de Novembro de 1292     | 14 anos | Oficia o Sétimo Concílio de Braga (1286) |        |
| 70  |         | D. Martinho Pires de Oliveira                                                      | † 1313            | 30 de Julho de 1295 25 de Março de 1313       | 17 anos | |        |
| 71  |         | D. João Martins de Soalhães                                                        | † 1325            | 8 de Outubro de 1313 1 de Maio de 1325        | 11 anos | Bispo de Lisboa (1294) |        |
| 72  |         | D. Gonçalo Pereira                                                                 | 1280–1348 († 68)  | 27 de Fevereiro de 1326 1348                  | 22 anos | Bispo Eleito de Évora (1321), Bispo de Lisboa (1322-1326) |        |
| 73  |         | D. Guilherme de la Garde                                                           | † 1374            | 27 de Julho de 1349 16 de Junho de 1361       | 11 anos | Bispo de Périgueux (1341) Nomeado Arcebispo de Arles (1361), Patriarca de Jerusalém (1371-1374) |        |
| 74  |         | D. João de Cardaillac                                                              | † 1390            | 18 de Junho de 1361 18 de Julho de 1371       | 10 anos | Bispo de Orense (1351-1361), Patriarca Latino de Alexandria (1371-1390), Arcebispo de Auch (1379) |        |
| 75  |         | D. Vasco Fernandes de Toledo                                                       | † 1372            | 11 de Agosto de 1371 18 de Novembro de 1372   | 1 ano   | Nomeado Bispo de Palência (1341), Arcebispo de Toledo (1353), Bispo de Lisboa (1371) |        |
| –   |         | D. Martinho de Zamora                                                              | † 1383            | não empossado                                 | –       | Arcebispo Eleito (1372) não confirmado pela Santa Sé Bispo do Algarve (1373), Bispo de Lisboa (1379) Obedecia ao Antipapa Clemente VII de Avinhão Assassinado pelo povo de Lisboa, elevado a Pseudocardeal (1383) |        |
| 76  |         | D. Lourenço Vicente                                                                | 1311–1398 († 87)  | 19 de Dezembro de 1373 1398                   | 25 anos | |        |
| 77  |         | D. João Garcia                                                                     | † 1398            | 1398 – 1398                                   | meses   | |        |
| 78  |         | D. Martinho Afonso de Miranda                                                      | † 1416            | 12 de Junho de 1398 28 de Março de 1416       | 17 anos | Bispo de Coimbra (1387) |        |
| 79  |         | D. Fernando da Guerra                                                              | 1390–1467 († 77)  | 15 de Dezembro de 1417 26 de Setembro de 1467 | 49 anos | Bispo do Algarve (1409), Bispo do Porto (1414) Oficia o Nono Concílio de Braga (1426) |        |
| 80  |         | D. Luís Pires                                                                      | † 1480            | 8 de Fevereiro de 1468 Março de 1480          | 12 anos | Bispo do Porto (1454), Bispo de Évora (1464) Oficia o Décimo Concílio de Braga (1470) |        |
| –   |         | D. João de Melo                                                                    | † 1481            | não empossado                                 | –       | Arcebispo Eleito (1481) não confirmado pela Santa Sé Bispo do Algarve (1468), Bispo de Évora (1464) |        |
| 81  |         | D. João Galvão                                                                     | 1426–1485 († 59)  | 22 de Maio de 1482 27 de Julho de 1485        | 3 anos  | Bispo-Conde de Coimbra (1460) |        |
| 82  |         | D. Jorge Vaz da Costa                                                              | † 1501            | 1486 – 30 de Agosto de 1501                   | 15 anos | |        |
| 83  |         | Cardeal D. Jorge da Costa, Cardeal de Alpedrinha                                   | 1406–1508 († 102) | 1501 – 1505                                   | 4 anos  | Bispo de Évora (1463), Arcebispo de Lisboa (1464), Elevado a Cardeal (1477), Bispo do Algarve (1481), Bispo de Viseu (1505)                                                                                       |        |
| 84  |         | D. Diogo de Sousa                                                                  | 1461–1532 († 71)  | 11 de Julho de 1505 19 de Junho de 1532       | 26 anos | Bispo do Porto (1496) |        |
| 85  |         | Infante Cardeal D. Henrique de Portugal, Cardeal-Rei D. Henrique I                 | 1512–1580 († 68)  | 30 de Abril de 1533 24 de Setembro de 1540    | 7 anos  | Nomeado Arcebispo de Évora (1540), Elevado a Cardeal (1547), Arcebispo de Lisboa (1464), Rei de Portugal (1578-1580)                                                                                              |        |
| 86  |         | D. Frei Diogo da Silva, O.F.M.                                                     | † 1541            | 24 de Setembro de 1540 1541                   | meses   | Bispo de Ceuta (1534), Inquisidor-Geral (1536) |        |
| 87  |         | Infante D. Duarte de Portugal                                                      | 1521–1543 († 22)  | 6 de Fevereiro de 1542 11 de Novembro de 1543 | 1 ano   | |        |
| 88  |         | D. Manuel de Sousa                                                                 | 470–1549 († 79)   | 22 de Março de 1545 18 de Julho de 1549       | 4 anos  | Bispo do Algarve (1538) |        |
| 89  |         | D. Frei Baltasar Limpo, O.Carm.                                                    | † 1558            | 23 de Maio de 1550 31 de Março de 1558        | 7 anos  | Bispo do Porto (1537-1550) |        |
| 90  |         | São Bartolomeu dos Mártires, O.P.                                                  | 1514–1590 († 76)  | 21 de Janeiro de 1559 6 de Novembro de 1581   | 22 anos | Oficia o XI Concílio de Braga (1566) Beatificação (2004)Canonização (2019) |        |
| 91  |         | D. João Afonso de Meneses                                                          | 1522–1587 († 65)  | 6 de Novembro de 1581 14 de Julho de 1587     | 5 anos  | |        |
| 92  |         | D. Frei Agostinho de Jesus, O.E.S.A.                                               | 1537–1609 († 72)  | 13 de Junho de 1588 25 de Novembro de 1609    | 5 anos  | |        |
| 93  |         | D. Frei Aleixo de Meneses, O.E.S.A.                                                | 1559–1617 († 58)  | 19 de Março de 1612 3 de Maio de 1617         | 5 anos  | Arcebispo de Goa (1595),Governador da Índia (1607-1609), Vice-Rei de Portugal (1612-1615) |        |
| 94  |         | D. Afonso Furtado de Mendonça                                                      | 1561–1630 († 69)  | 12 de Novembro de 1618 3 de Dezembro de 1626  | 8 anos  | Reitor da Universidade de Coimbra (1597-1605),Bispo da Guarda (1610), Bispo-Conde de Coimbra (1616), Nomeado Arcebispo de Lisboa (1626), Membro do Conselho de Regência do Reino de Portugal (1626-1630)          |        |
| 95  |         | D. Rodrigo da Cunha                                                                | 1561–1626 († 69)  | 27 de Janeiro de 1627 3 de Dezembro de 1635   | 8 anos  | Bispo de Portalegre (1615) Bispo do Porto (1618) Nomeado Arcebispo de Lisboa (1635) Um dos Quarenta Conjurados (1640)                                                                                             |        |
| 96  |         | D. Sebastião de Matos de Noronha                                                   | 1586–1641 († 55)  | 9 de Junho de 1636 28 de Julho de 1641        | 5 anos  | Bispo de Elvas (1626), Presidência do Desembargo do Paço(1635-1640), Condenado por traição contra D. João IV, esteve na prisão do Forte de S. Julião da Barra em Lisboa, foi degolado na Torre de Belém.          |        |
| 97  |         | D. Pedro de Lencastre, O.F.M. Cap., 5.º Duque de Aveiro 5º Marquês de Torres Novas | 1608–1673 († 65)  | 1654 – 1670                                   | 16 anos | Bispo da Guarda (1645), Inquisidor-Geral (1671-1673) |        |
| 98  |         | Cardeal D. Veríssimo de Lencastre, o Cardeal de Lencastre                          | 1615–1692 († 77)  | 22 de Dezembro de 1670 8 de Fevereiro de 1677 | 6 anos  | Inquisidor-Geral (1676-1692), Elevado a Cardeal (1686) |        |
| 99  |         | D. Luís de Sousa                                                                   | 1636–1690 († 54)  | 8 de Fevereiro de 1677 29 de Abril de 1690    | 13 anos | Bispo de Lamego (1670) |        |
| 100 |         | D. José de Menezes                                                                 | 1642-1696 († 54)  | 10 de Março de 1692 16 de Fevereiro de 1696   | 3 anos  | Reitor da Universidade de Coimbra (1675-1679),Bispo do Algarve (1680), Bispo de Lamego (1685) |        |
| 101 |         | D. João de Sousa                                                                   | 1647–1710 († 63)  | 24 de Setembro de 1696 1 de Outubro de 1703   | 7 anos  | Bispo do Porto (1684) Nomeado Arcebispo de Lisboa (1703) |        |
| 102 |         | D. Rodrigo de Moura Teles                                                          | 1644–1728 († 84)  | 10 de Março de 1704 4 de Setembro de 1728     | 24 anos | Reitor da Universidade de Coimbra (1690-1694),Bispo da Guarda (1694) |        |
| –   |         | Cardeal D. João da Mota e Silva, o Cardeal da Mota                                 | 1685–1747 († 62)  | não empossado                                 | –       | Arcebispo-Eleito (1732) sem confirmação pontifícia Elevado a Cardeal (1727), Primeiro-Ministro (1736) |        |
| 103 |         | D. José de Bragança                                                                | 1703–1756 († 53)  | 19 de Dezembro de 1740 3 de Junho de 1756     | 15 anos | |        |
| 104 |         | D. Gaspar de Bragança                                                              | 1716–1789 († 72)  | 13 de Junho de 1758 18 de Janeiro de 1789     | 30 anos | |        |
| 105 |         | D. Frei Caetano da Anunciação Brandão, T.O.R.                                      | 1740–1805 († 65)  | 29 de Março de 1790 15 de Dezembro de 1805    | 15 anos | Bispo de Belém do Pará (1782) |        |
| 106 |         | D. José da Costa Torres                                                            | 1741–1813 († 72)  | 1806 25 de Agosto de 1813                     | 7 anos  | Bispo do Funchal (1785), Bispo de Elvas (1796) |        |
| 107 |         | D. Frei Miguel da Madre de Deus da Cruz, O.F.M.Desc.                               | 1739–1827 († 88)  | 4 de Setembro de 1815 21 de Agosto de 1827    | 11 anos | Bispo de São Paulo (1791-1795) |        |
| 108 |         | Cardeal D. Pedro Paulo de Figueiredo da Cunha e Melo                               | 1770–1855 († 85)  | 3 de Abril de 1843 31 de Dezembro de 1855     | 12 anos | Elevado a Cardeal (1850) |        |
| 109 |         | D. José Joaquim de Azevedo e Moura                                                 | 1794–1876 († 82)  | 16 de Junho de 1856 27 de Novembro de 1876    | 20 anos | Bispo de Viseu (1846) |        |
| 110 |         | D. Frei João Crisóstomo de Amorim Pessoa, O.F.M.Ref.                               | 1810–1888 († 78)  | 27 de Novembro de 1876 10 de Abril de 1883    | 6 anos  | Bispo de Santiago de Cabo Verde (1859-1861), Arcebispo Primaz de Goa (1861-1874), Arcebispo Coadjutor de Braga (1874)                                                                                             |        |
| 111 |         | D. António José de Freitas Honorato                                                | 1820–1898 († 78)  | 9 de Agosto de 1883 28 de Dezembro de 1898    | 15 anos | Bispo Auxiliar de Lisboa (1873) |        |
| 112 |         | D. Manuel Baptista da Cunha                                                        | 1834–1913 († 79)  | 3 de Fevereiro de 1899 13 de Maio de 1913     | 14 anos | Bispo Auxiliar de Lisboa (1888) |        |
| 113 |         | D. Manuel Vieira de Matos                                                          | 1861–1932 († 71)  | 1 de Outubro de 1914 28 de Setembro de 1932   | 17 anos | Arcebispo Auxiliar de Lisboa (1899), Bispo da Guarda (1903-1914) |        |
| 114 |         | D. António Bento Martins Júnior                                                    | 1881–1963 († 82)  | 28 de Setembro de 1932 19 de Agosto de 1963   | 30 anos | Bispo de Bragança e Miranda (1928), Arcebispo Coadjutor de Braga (1932) |        |
| 115 |         | D. Francisco Maria da Silva                                                        | 1910–1977 († 67)  | 12 de Dezembro de 1963 14 de Abril de 1977    | 13 anos | Bispo Auxiliar de Braga (1956) |        |
| 116 |         | D. Eurico Dias Nogueira                                                            | 1923–2014 († 91)  | 5 de Novembro do 1977 5 de Junho de 1999      | 21 anos | Bispo de Vila Cabral (1964), Bispo de Sá da Bandeira (1972) |        |
| 117 |         | D. Jorge Ferreira da Costa Ortiga                                                  | 1944 (77 anos)    | 5 de Junho de 1999 3 de Dezembro de 2021      | 21 anos | Bispo Auxiliar de Braga (1987) |        |
| 118 |         | D. José Manuel Garcia Cordeiro                                                     | 1967 (54 anos)    | 3 de Dezembro de 2021 Presente                |         | Bispo de Bragança-Miranda (2011) |        |